# 263
Năm 263 là một năm trong lịch Julius. 